# Morden i Marlow
Morden i Marlow (engelska: The Marlow Murder Club) är en brittisk mysterie- och kriminalserie skapad av Robert Thorogood, och baserad på Thorogoods roman med samma namn. Serien hade premiär i Storbritannien den 6 mars 2024 och svensk premiär på TV4 och TV4 Play den 27 juli 2024.

## Handling
Serien kretsar kring en pensionerad arkeologen, Judith Potts, som av en slump blir vittne till ett brutalt mord. När hon börjar nysta i vad som skett tillsammans med den uttråkade prästfrun Becks och hundvakten Suzie. Samtidigt som de tre amatördetektiverna utreder det brutala brottet utvecklas en oväntad vänskap.

## Rollista (i urval)
- Samantha Bond - Judith Potts
- Jo Martin - Suzie Harris
- Cara Horgan - Becks Starling
- Natalie Dew -Tanika Malik
- Phillipa Peak - Liz Curtis
- Mark Frost - Danny Curtis
- Tijan Sarr - Jason Kennedy
- Daniel Lapaine - Elliot Howard
- Mark Fleischmann - Giles Bishop
- Phill Langhorne - Brendan Perry
- Holli Dempsey - DC Alice Hackett